# كارل بيرنر (سياسي)
كارل بيرنر هو سياسي نرويجي، ولد في 20 نوفمبر 1841 في كريستيانية ‏ في النرويج، وتوفي بنفس المكان في 25 مايو 1918. نشط حزبياً في الحزب الليبرالي.

## مناصب
- انتخب leader of the Liberal Party ‏ (1903 – 1909).
- انتخب  (6 مارس 1891 – يوليو 1892).
- انتخب عضو برلمان النرويج  [لغات أخرى]‏ عن دائرة Sarpsborg  [لغات أخرى]‏ خلال فترته النيابية ‏ (1906 – 1909).
- انتخب عضو برلمان النرويج  [لغات أخرى]‏ عن دائرة Sarpsborg  [لغات أخرى]‏ خلال فترته النيابية ‏ (1903 – 1906).
- انتخب عضو برلمان النرويج  [لغات أخرى]‏ عن دائرة Bergen ‏ خلال فترته النيابية ‏ (1900 – 1903).
- انتخب عضو برلمان النرويج  [لغات أخرى]‏ عن دائرة Bergen ‏ خلال فترته النيابية ‏ (1898 – 1900).
- انتخب عضو برلمان النرويج  [لغات أخرى]‏ عن دائرة Bergen ‏ خلال فترته النيابية ‏ (1895 – 1897).
- انتخب عضو برلمان النرويج  [لغات أخرى]‏ عن دائرة Bergen ‏ خلال فترته النيابية ‏ (1889 – 1891).
- انتخب Minister of Education and Church Affairs ‏ (15 يوليو 1892 – 2 مايو 1893).
- انتخب President of the Parliament of Norway  [لغات أخرى]‏.
- انتخب عضو برلمان النرويج  [لغات أخرى]‏ عن دائرة Bergen ‏ خلال فترته النيابية ‏ (1886 – 1888).